# Buongiorno, Miss Dove
Buongiorno, Miss Dove  (Good Morning, Miss Dove) è un film statunitense del 1955, diretto da Henry Koster.

## Trama
Nella tranquilla cittadina di Liberty Hill, tutti (o quasi) sono stati allievi della temutissima Miss Dove, una severa insegnante di geografia. Quando però la donna si ammala gravemente, tutto il paese accorre in suo aiuto.